# سورآباد
سورآباد روستایی در دهستان سخوید بخش نیر شهرستان تفت استان یزد ایران است.

## جمعیت
بر پایه سرشماری عمومی نفوس و مسکن در سال ۱۳۹۵ این روستا بدون جمعیت بوده‌است.